# Toyopet Master
Toyopet Master — компактный представительский автомобиль, представленный компанией Toyota в январе 1955 года. Являлся модернизацией Toyota SF/RH, разделяя с ним шасси с лестничной рамой и рессоры подвески.

## История
В 1955 году компания Toyota не была уверена в том, что независимая передняя подвеска и задние двери на шарнирах, установленные на Crown, не будут слишком радикальными для такси. Когда продажи Crown оказались удовлетворительными, в ноябре 1956 года седан Master был снят с производства и заменён моделью Toyota Crown.

## Masterline (RR)
В модельный ряд Toyopet Master входили: пикап Masterline RR16, фургон Masterline RR17 и двухкабинный пикап Masterline RR19. Все они были представлены в ноябре 1955 года. Шасси были изготовлены в Айти и выпускались в Йокосуке. Пикап с двойной кабиной выпускался до декабря 1969 года.

### Master Ribbon (RS)
Master Ribbon (RS) появился в первой половине 1956 года в экспортных каталогах. Позднее началась сборка двухкабинного пикапа с кодовым обозначением RS19.
- 1956 Toyota Masterline
- 1957 Toyota Masterline

## Masterline (RS20/30)
- Toyopet Masterline (RS26)
- 1961 Toyopet Masterline (RS36V)

## Masterline (RS40)
- Toyota Crown (MS47) в Австралии

## Продажи
С января 1955 по ноябрь 1956 года было продано 7403 седана RR. Около 12000 RR16 и RR17 было выпущено компанией Kanto, в то время как двухкабинный пикап RR19 был выпущен компанией Central Motor Co. В общей сложности, к 1969 году было выпущено 43241 Masterline.